# Pavlovka, Uljanovsk oblast
Pavlovka (ryska Павловка) är en ort i Uljanovsk oblast i Ryssland. Folkmängden uppgår till cirka 5 000 invånare.

## Historia
Bosättningen grundades 1695. Den fick då namnet Izbalyk (ryska Избалык) efter floden med samma namn, men också Dmitrijevskoje (ryska Дмитриевское). I slutet av 1800-talet fick orten sitt nuvarande namn.

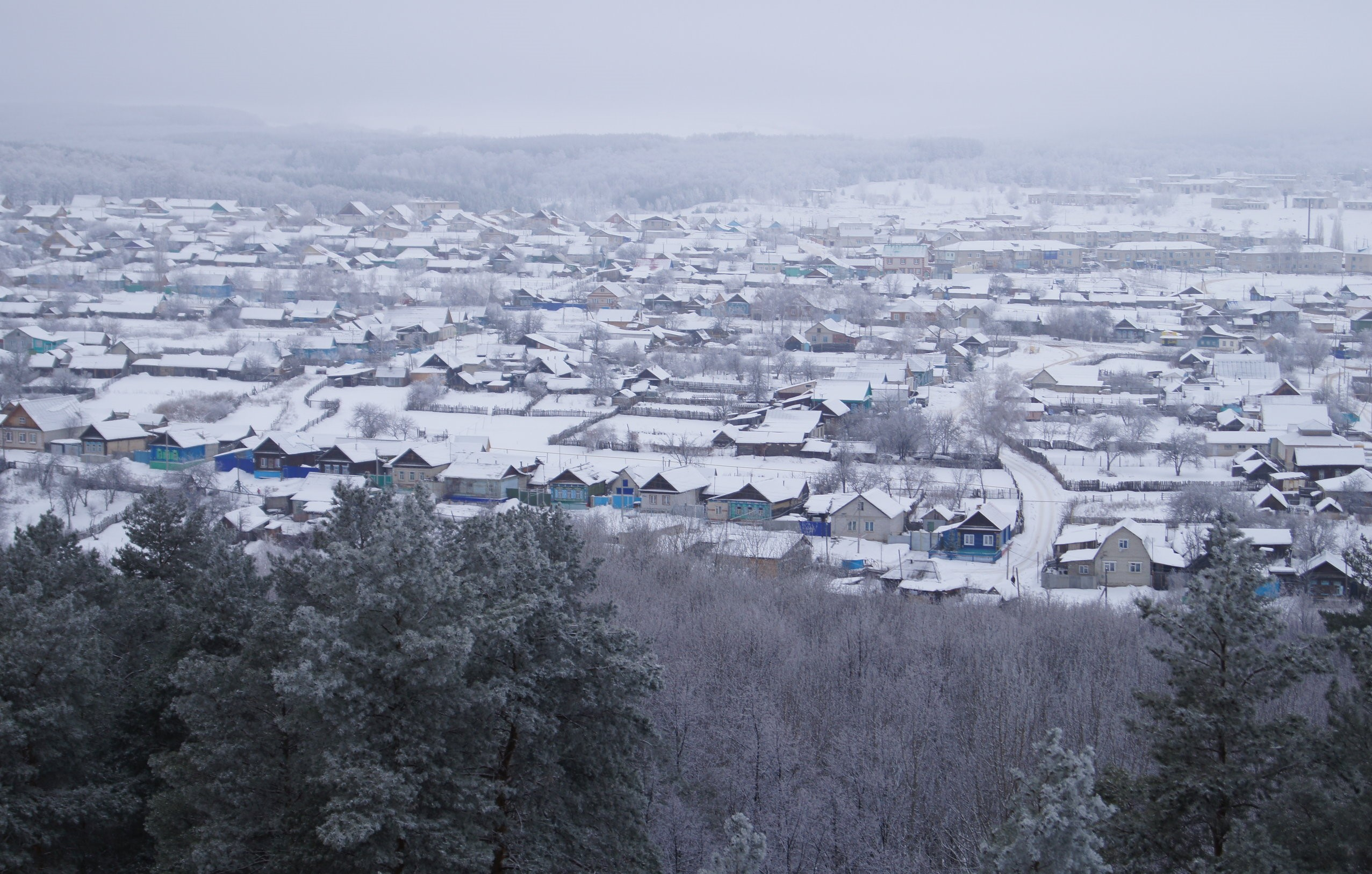
Pavlovka, Uljanovsk oblast